# Mandjeswaard

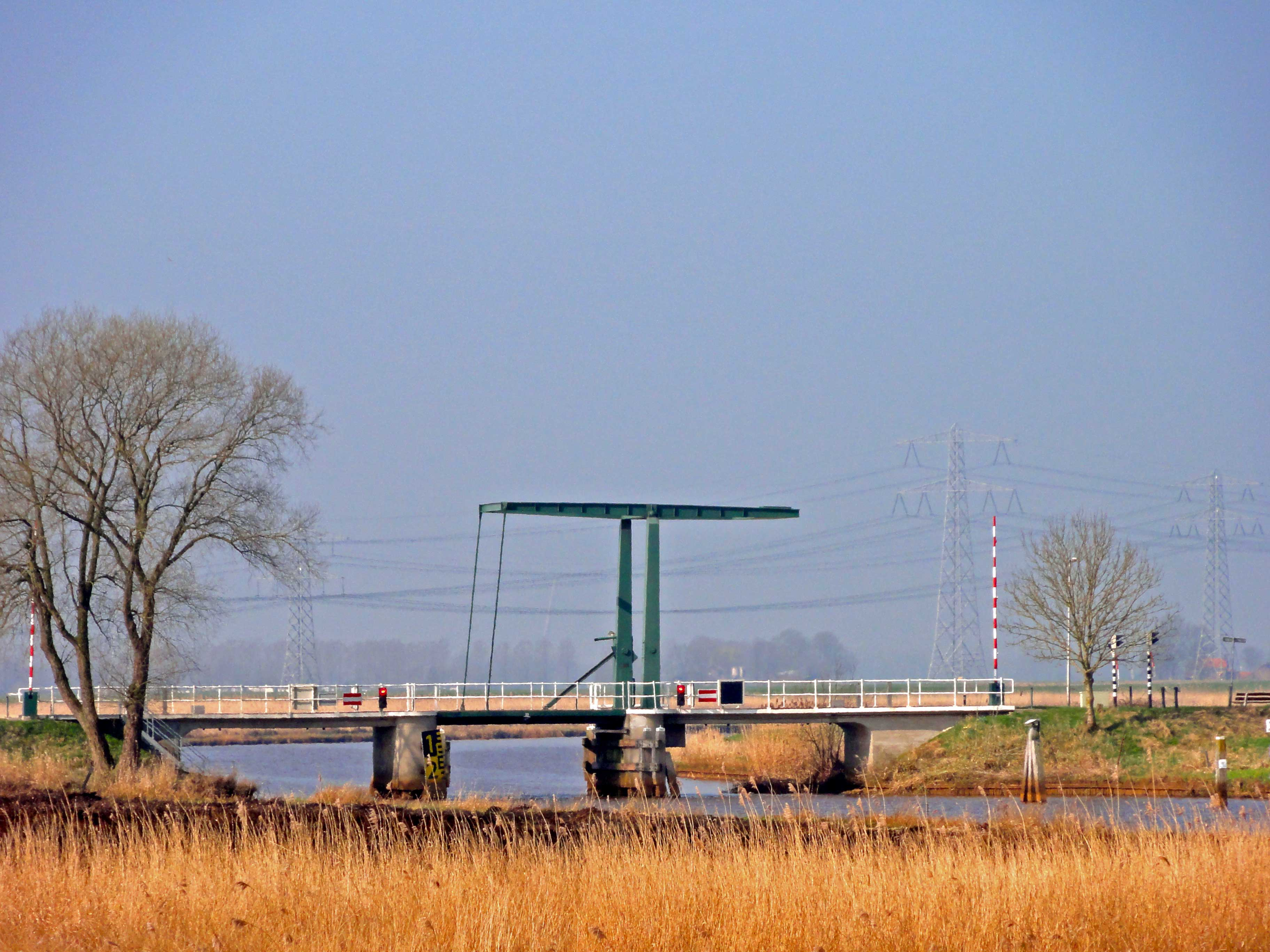
Brug over de Goot de enige vaste verbinding naar de Mandjeswaard

De Mandjeswaard is een polder van circa 600 hectare ten oosten van het Kampereiland in de Nederlandse provincie Overijssel.

## Beschrijving
In 1432 was er al sprake van verpachting van een erf in de Mandjeswaard. De polder, oorspronkelijk een eiland, behoort bij Kampen en ligt ten noorden van de Kamperzeedijk. Door aanslibbing vanuit de voormalige Zuiderzee vond landaanwinning van deze polder plaats. De Mandjeswaard wordt begrensd door het Ganzendiep, de Goot en het Zwarte Meer. De polder maakt deel uit van het, in 2005 tot Nationaal Landschap aangewezen, gebied de IJsseldelta. Vroeger werd de polder ook wel Mandemakersland genoemd, naar een van de pachters, ene Klaas Mandemaker. De polder is over land slechts bereikbaar via een brug over de Goot nabij Lutterzijl. Tussen het Kampereiland en de Mandjeswaard is een zelfbedienings veerpontje over het Ganzendiep, het H.C. Kleemanspontje, genoemd naar Henk Kleemans, die van 1978 tot 2000 burgemeester van Kampen was. Het voetveer over de Goot naar de polder de Pieper is opgeheven. Op 28 mei 2016 is op deze plek een zelfbedienings-fietspontje (de Pieperpont) in gebruik genomen. Een "belle" bij het Pieperstrand herinnert nog aan het verdwenen veer. Deze "belle" is erkend als provinciaal monument. Bij de polder stond het laatste in Nederland gebouwde schepradgemaal. Het scheprad is tentoongesteld bij het oude stoomgemaal Mastenbroek. In het noorden van de polder staat op een terp langs de Goot een obelisk ter ere van Johan Christiaan baron van Haersolte van Haerst, die als commissaris van de "Naamloze maatschappij ter bevordering van landaanwinning van het Zwolsche Diep", zich heeft ingespannen voor de ontwikkeling van het gebied. De obelisk is erkend als een rijksmonument.

## Afbeeldingen

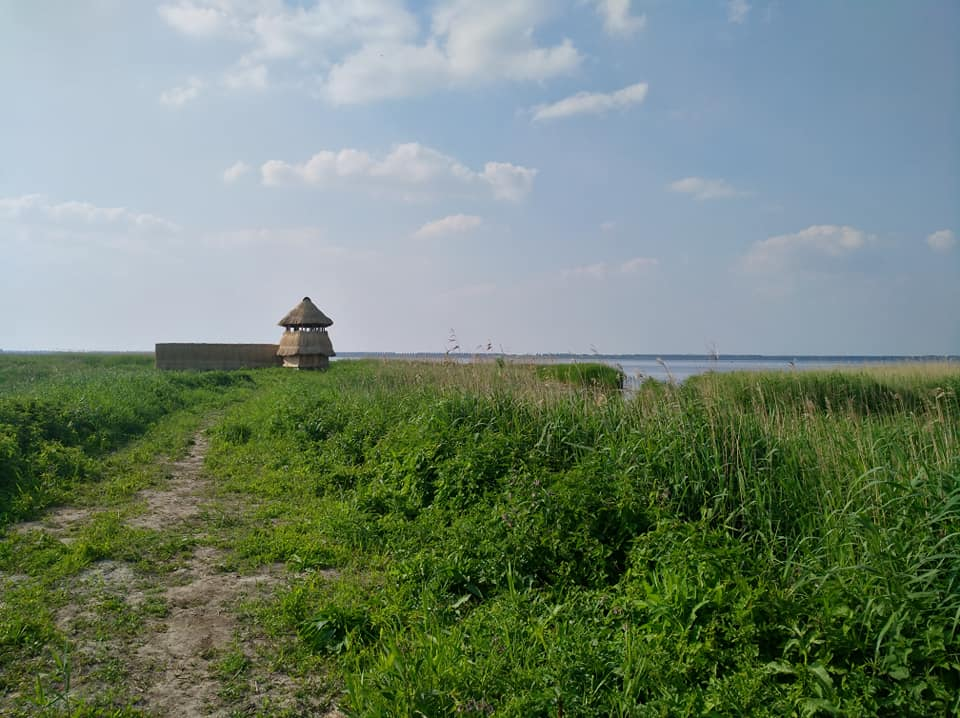
Mandenmakershut Mandjeswaard met uitzicht op Zwarte Meer
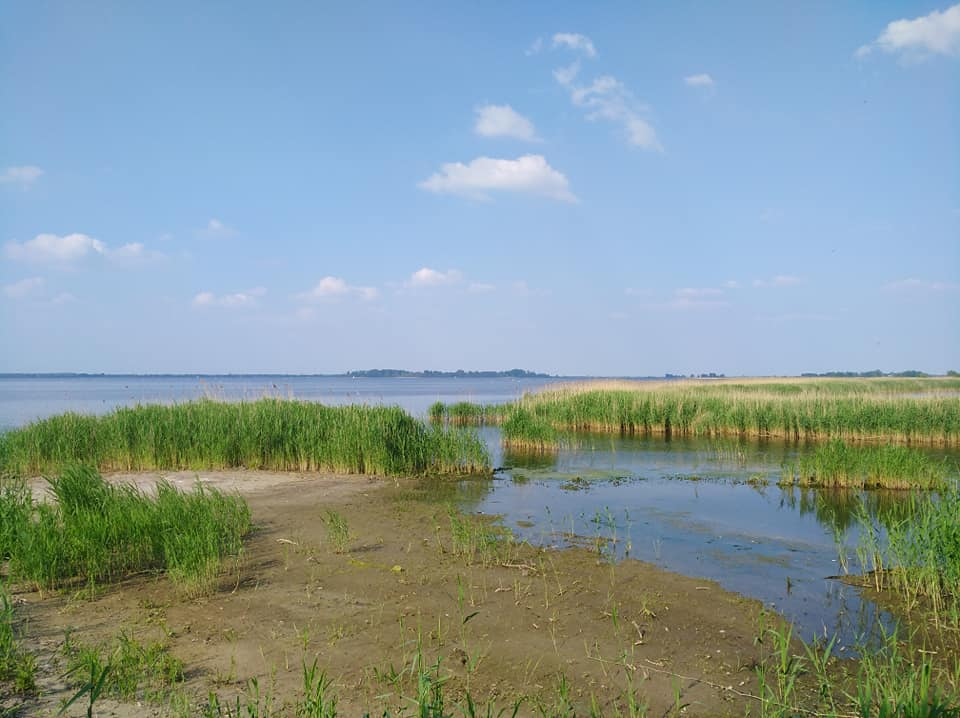
Uitzicht vanaf de Mandjeswaard,(gem. Kampen,OV) op Zwarte Meer en Vogeleiland (gem. Zwartewaterland,OV)